# استاد در خانه
استاد در خانه (انگلیسی: Master in the House; کره‌ای: 집사부일체، به‌طور اختصاری: جیب‌سابو) یک برنامه تلویزیونی محصول کره جنوبی بود که از شبکه اس‌بی‌اس هر هفته در روزهای یکشنبه ساعت ۱۸:۲۵ (کی‌اس‌تی) پخش می‌شد. این برنامه از ۳۱ دسامبر ۲۰۱۷ آغاز شد و فصل اول آن تا ۱۸ سپتامبر ۲۰۲۲ ادامه داشت، سپس به حالت تعلیق درآمد. فصل دوم این برنامه از ۱ ژانویه ۲۰۲۳، در روزهای یکشنبه ساعت ۱۷:۰۰ (کی‌اس‌تی) پخش شد و در ۲۳ آوریل همان سال به پایان رسید.

## بررسی اجمالی
گروه بازیگران این برنامه، دو روز و یک شب را به‌همراه اشخاص مشهور از زمینه‌ها یا حرفه‌های مختلف، معروف به استاد (사부)، می‌گذرانند و به امید کسب دانش و خرد با زندگی استادان آشنا می‌شوند. همچنین استادهای یک روزه هم در این نمایش حضور دارند، که گروه بازیگران، یک روز را به‌همراه آن‌ها می‌گذرانند.

## بازیگران

### گروه بازیگران
| نام                  | قسمت‌ها  | منابع  |
| -------------------- | ------- | ------ |
| لی سانگ یون          | ۱–۱۱۱   |        |
| یوک سونگ جه (بی‌توبی) | ۱–۱۱۱   |        |
| لی سونگ گی           | ۱–۲۳۸   |        |
| یانگ سه هیونگ        | ۱–۲۵۴   |        |
| شین سونگ روک         | ۱۰۲–۱۷۷ | [ ۶ ]  |
| کیم دونگ هیون        | ۱۱۴–۲۵۴ | [ ۷ ]  |
| چا اون وو (آسترو)    | ۱۱۶–۱۷۷ | [ ۷ ]  |
| یو سو بین            | ۱۸۰–۲۱۵ | [ ۸ ]  |
| اون جی وون (زکس کیس) | ۲۱۶–۲۵۴ | [ ۹ ]  |
| دویونگ (ان‌سی‌تی)      | ۲۲۷–۲۵۴ | [ ۱۰ ] |
| لی ده هو             | ۲۳۹–۲۵۴ | [ ۳ ]  |
| بم‌بم (گات‌سون)        | ۲۳۹–۲۵۴ | [ ۳ ]  |

### شاگردان یک روزه
| نام(ها)                                   | قسمت(ها)         |
| ----------------------------------------- | ---------------- |
| لی هونگ کی (اف تی آیلند)، یون بو را، کراش | ۶۲               |
| شین سونگ روک                              | ۸۵–۸۶            |
| اونگ سونگ وو                              | ۱۱۲–۱۱۳          |
| کیم دونگ هیون                             | ۱۱۴–۱۱۷          |
| لی جین هیوک                               | ۱۱۴–۱۱۵          |
| چا اون وو (آسترو)                         | ۱۱۶–۱۱۷          |
| پارک گون                                  | ۱۷۸–۱۷۹          |
| جون سوک هو                                | ۱۸۵–۱۸۶          |
| گری                                       | ۱۹۳              |
| هوانگ جه سونگ                             | ۱۹۷، ۱۹۹         |
| یوک سونگ جه (بی‌توبی)                      | ۲۰۰–۲۰۱          |
| اون جی وون                                | ۲۰۵، ۲۱۰         |
| هیوجونگ (اوه مای گرل)                     | ۲۰۷–۲۰۸، ۲۲۳–۲۲۴ |
| لی‌جونگ لی                                 | ۲۰۹–۲۱۵          |
| جوهانی (مونستااکس)                        | ۲۱۶              |
| کیم مین کیو                               | ۲۱۷–۲۱۸          |
| دویونگ (ان‌سی‌تی)                           | ۲۱۹–۲۲۲          |
| کانگ سونگ یون (وینر)                      | ۲۲۵–۲۲۶          |
| می‌می                                      | ۲۵۰–۲۵۱          |
| لی سانگ یون                               | ۲۵۲–۲۵۳          |
| لی هه سونگ                                | ۲۵۲–۲۵۳          |

### تغییرات گروه بازیگران
در ۲۹ دسامبر ۲۰۱۹، گزارش شد که شین سونگ روک به عنوان عضو ثابت به برنامه می‌پیوندد که از ۱۲ ژانویه ۲۰۲۰ به روی آنتن رفت. این اولین ورایتی شوی ثابت شین سونگ روک در حرفهٔ او بود.
در ۱۸ فوریه ۲۰۲۰ گزارش شد که لی سانگ یون و یوک سونگ-جه این برنامه را پس‌از تکمیل ضبط در همان روز ترک خواهند کرد. آن‌ها رسماً بعد از قسمت ۱۱۱ رفتند.
در ۲۱ آوریل ۲۰۲۰، تأیید شد که کیم دونگ هیون و چا اون وو به جمع بازیگران ثابت برنامه ملحق خواهند شد. اولین قسمت آن‌ها به‌عنوان عضو بازیگران در ۳ مه ۲۰۲۰ به روی آنتن رفت.
در ۱۰ ژوئن ۲۰۲۱ گزارش شد که شین سونگ روک و چا اون وو برنامه را ترک خواهند کرد و قسمت پایانی حضور آن‌ها در برنامه، قسمت ۱۷۷ بود.
در ۲۸ ژوئن ۲۰۲۱، تأیید شد که یو سو بین به‌عنوان بازیگر ثابت به این برنامه خواهد پیوست و اولین حضور او در ۱۱ ژوئیه ۲۰۲۱ بود.

## جوایز و نامزدی‌ها
| سال  | مراسم جوایز                                  | بخش                           | گیرنده(ها)        | نتیجه         | منبع          |
| ---- | -------------------------------------------- | ----------------------------- | ----------------- | ------------- | ------------- |
| ۲۰۱۸ | چهل و پنجمین جوایز پخش کره‌ای                 | جایزه سرگرمی بهترین ورایتی شو | استاد در خانه     | برنده         | [ ۱۴ ]        |
| ۲۰۱۸ | دوازدهمین جوایز سرگرمی اس‌بی‌اس                | جایزه بزرگ (دسانگ)            | لی سونگ گی        | برنده         | [ ۱۵ ] [ ۱۶ ] |
| ۲۰۱۸ | دوازدهمین جوایز سرگرمی اس‌بی‌اس                | جایزه برترین (Show/Talk)      | یانگ سه-هیونگ     | برنده         | [ ۱۵ ] [ ۱۶ ] |
| ۲۰۱۸ | دوازدهمین جوایز سرگرمی اس‌بی‌اس                | جایزه برتر (ورایتی)           | یوک سونگ-جه       | برنده         | [ ۱۵ ] [ ۱۶ ] |
| ۲۰۱۸ | دوازدهمین جوایز سرگرمی اس‌بی‌اس                | جایزه فیلمنامه‌نویس            | کیم میونگ جونگ    | برنده         | [ ۱۵ ] [ ۱۶ ] |
| ۲۰۱۸ | دوازدهمین جوایز سرگرمی اس‌بی‌اس                | جایزه بهترین تازه‌کار مرد      | لی سانگ یون       | برنده         | [ ۱۵ ] [ ۱۶ ] |
| ۲۰۱۹ | پنجاه و پنجمین جوایز هنری بکسانگ             | بهترین بازیگر مرد ورایتی      | یانگ سه-هیونگ     | نامزدشده      |               |
| ۲۰۱۹ | سیزدهمین جوایز سرگرمی اس‌بی‌اس                 |                               |                   |               |               |
| ۲۰۱۹ | جایزه بزرگ (دسانگ)                           | لی سونگ گی                    | نامزدشده          | [ ۱۷ ] [ ۱۸ ] |               |
| ۲۰۱۹ | جایزه کارمند افتخاری                         | یانگ سه-هیونگ                 | برنده             | [ ۱۷ ] [ ۱۸ ] |               |
| ۲۰۱۹ | جایزه برتر (Show/Variety)                    | لی سانگ یون                   | برنده             | [ ۱۷ ] [ ۱۸ ] |               |
| ۲۰۱۹ | جایزه تهیه‌کننده                              | لی سونگ گی                    | برنده             | [ ۱۷ ] [ ۱۸ ] |               |
| ۲۰۱۹ | جایزه ستاره اس‌ان‌اس                           | یوک سونگ-جه                   | برنده             | [ ۱۷ ] [ ۱۸ ] |               |
| ۲۰۱۹ | جایزه بهترین کار تیمی                        | تیم استاد در خانه             | برنده             | [ ۱۷ ] [ ۱۸ ] |               |
| ۲۰۲۰ | چهاردهمین جوایز سرگرمی اس‌بی‌اس                | جایزه بزرگ (دسانگ)            | لی سونگ گی        | نامزدشده      | [ ۱۹ ]        |
| ۲۰۲۰ | چهاردهمین جوایز سرگرمی اس‌بی‌اس                | جایزه بزرگ (دسانگ)            | یانگ سه-هیونگ     | نامزدشده      | [ ۱۹ ]        |
| ۲۰۲۰ | چهاردهمین جوایز سرگرمی اس‌بی‌اس                | جایزه ستاره داغ (اوتی‌تی)      | لی سونگ گی        | برنده         | [ ۱۹ ]        |
| ۲۰۲۰ | چهاردهمین جوایز سرگرمی اس‌بی‌اس                | جایزه بهترین تازه‌کار          | چا اون وو         | برنده         | [ ۱۹ ]        |
| ۲۰۲۰ | چهاردهمین جوایز سرگرمی اس‌بی‌اس                | جایزه بهترین سرگرم‌کننده       | شین سونگ روک      | برنده         | [ ۱۹ ]        |
| ۲۰۲۰ | چهاردهمین جوایز سرگرمی اس‌بی‌اس                | جایزه تهیه‌کننده               | یانگ سه-هیونگ     | برنده         | [ ۱۹ ]        |
| ۲۰۲۰ | چهاردهمین جوایز سرگرمی اس‌بی‌اس                | جایزه برتر (Show/Variety)     | کیم دونگ هیون     | برنده         | [ ۱۹ ]        |
| ۲۰۲۱ | پنجاه و هفتمین مراسم اهدای جوایز هنری بکسانگ | بهترین مجری مرد ورایتی        | لی سونگ گی        | برنده         | [ ۲۰ ]        |
| ۲۰۲۱ | چهل و هشتمین جوایز پخش کره                   | بهترین ستارهٔ ریلتی مرد        | یانگ سه-هیونگ     | برنده         | [ ۲۱ ]        |
| ۲۰۲۱ | پانزدهمین جوایز سرگرمی اس‌بی‌اس                | جایزه تهیه‌کننده               | لی سونگ گی        | برنده         | [ ۲۲ ]        |
| ۲۰۲۱ | پانزدهمین جوایز سرگرمی اس‌بی‌اس                | جایزه بهترین کار تیمی         | تیم استاد در خانه | برنده         | [ ۲۲ ]        |
| ۲۰۲۱ | پانزدهمین جوایز سرگرمی اس‌بی‌اس                | جایزه انترتینر سال            | یانگ سه-هیونگ     | برنده         | [ ۲۲ ]        |
| ۲۰۲۱ | پانزدهمین جوایز سرگرمی اس‌بی‌اس                | جایزه انترتینر سال            | لی سونگ گی        | برنده         | [ ۲۲ ]        |